# EFAF Cup 2011
Navigation
Édition précédente Édition suivante
L'EFAF Cup 2011 est la 10e édition de l'EFAF Cup.

## Clubs participants
| Club                           | Pays        | Saison 2010                                                            |
| ------------------------------ | ----------- | ---------------------------------------------------------------------- |
| Amsterdam Crusaders            | Pays-Bas    | Champion des Pays-Bas Poule EFAF Cup                                   |
| Black Hawks de Prague          | Tchéquie    | Finaliste championnat de République Tchèque                            |
| Black Panthers de Thonon       | France      | Demi-finaliste du championnat de France Poule EFL                      |
| Cougars de Saint-Ouen-l'Aumône | France      | Demi-finaliste du championnat de France Poule EFAF Cup                 |
| Coventry Jets                  | Royaume-Uni | Finaliste du champion du Royaume-Uni                                   |
| Firebats de Valence            | Espagne     | Finaliste du championnat d'Espagne                                     |
| Cineplexx Blue Devils          | Autriche    | 3e du championnat de Suisse 4e du championnat de division 2 d'Autriche |
| Kragujevac Wild Boars          | Serbie      | Champion de Serbie Poule EFAF Cup                                      |
| London Blitz                   | Royaume-Uni | Champion du Royaume-Uni Demi-finaliste EFAF Cup                        |
| Rhinos de Milan                | Italie      | Championnat d'Italie                                                   |
| Søllerød Gold Diggers          | Danemark    | Champion du Danemark Poule EFAF Cup                                    |

## Calendrier / Résultats
| Qualifié pour les demi-finales |

### Groupe A
| Groupe A                 |       |      |      |      |     |          |            |       |
| Club                     | Jour. | Vic. | Nuls | Déf. | Pts | Pts pour | Pts contre | Diff. |
| Black Panthers de Thonon | 2     | 1    | 0    | 1    | 3   | 41       | 34         | +7    |
| Rhinos de Milan          | 2     | 1    | 0    | 1    | 3   | 69       | 76         | -7    |
| Black Hawks de Prague    | 2     | 1    | 0    | 1    | 3   | 64       | 64         | 0     |

- 9 avril 2011 :

Black Panthers 13 - 16 Black Hawks
- 24 avril 2011 :

Black Hawks 48 - 51 Rhinos
- 7 mai 2011 :

Rhinos 18 - 28 Black Panthers

### Groupe B
| Groupe B              |       |      |      |      |     |          |            |       |
| Club                  | Jour. | Vic. | Nuls | Déf. | Pts | Pts pour | Pts contre | Diff. |
| Kragujevac Wild Boars | 1     | 1    | 0    | 0    | 3   | 51       | 7          | +44   |
| Cineplexx Blue Devils | 1     | 0    | 0    | 1    | 0   | 7        | 51         | -44   |

- 10 avril 2011 :

Blue Devils 7 - 51 Wild Boars

### Groupe C
| Groupe C                       |       |      |      |      |     |          |            |       |
| Club                           | Jour. | Vic. | Nuls | Déf. | Pts | Pts pour | Pts contre | Diff. |
| Søllerød Gold Diggers          | 2     | 2    | 0    | 0    | 6   | 130      | 16         | +114  |
| Cougars de Saint-Ouen-l'Aumône | 2     | 1    | 0    | 1    | 3   | 97       | 47         | +50   |
| Coventry Jets                  | 2     | 0    | 0    | 2    | 0   | 7        | 171        | -164  |

- 9 avril 2011 :

Gold Diggers 40 - 16 Cougars
- 23 avril 2011 :

Cougars 81 - 7 Jets
- 7 mai 2011 :

Jets 0 - 90 Gold Diggers

### Groupe D
| Groupe D            |       |      |      |      |     |          |            |       |
| Club                | Jour. | Vic. | Nuls | Déf. | Pts | Pts pour | Pts contre | Diff. |
| London Blitz        | 2     | 2    | 0    | 0    | 6   | 88       | 6          | +82   |
| Amsterdam Crusaders | 2     | 1    | 0    | 1    | 3   | 33       | 87         | -54   |
| Firebats de Valence | 2     | 0    | 0    | 2    | 0   | 19       | 47         | -28   |

- 9 avril 2011 :

Blitz 68 - 6 Crusaders
- 23 avril 2011 :

Firebats 0 - 20 Blitz
- 14 mai 2011 :

Crusaders 27 - 19 Firebats

### Demi-finales
- 28 mai 2011 :

Black Panthers 22 - 35 Wild Boars
- 4 juin 2011 :

Blitz 23 - 7 Gold Diggers

### Finale
- 2 juillet 2011 à Londres à Finsbury Park devant 2000 spectateurs[1] :

Blitz 29 - 7 Wild Boars